# Habsburgowie
Habsburgowie – dynastia niemiecka (von Habsburg). Założycielem dynastii był Guntram Bogaty (X wiek). Nazwa rodziny wywodzi się od pierwszej posiadłości rodu, zamku Habsburg (od staro-wysoko-niemieckiego hab lub haw – przejście, bród; legendarna etymologia od niem. Habichtsburg – pol. ‘jastrzębi gród’) położonego w kantonie Aargau w Szwajcarii. Przedstawiciele dynastii panowali m.in. w krajach niemieckich i włoskich, Świętym Cesarstwie Rzymskim, Czechach, Hiszpanii, Portugalii, Burgundii, na Węgrzech (a co za tym idzie także w Chorwacji) i w Siedmiogrodzie, w Niderlandach, na Śląsku, ziemiach polskich, ukraińskich, serbskich i wołoskich oraz w hiszpańskich i portugalskich koloniach w Azji, Afryce i obu Amerykach. Przez większość lat trzonem monarchii było Arcyksięstwo Austriackie, rozszerzane systematycznie, by stać się rozległym imperium, zwanym od nazwy dynastii Monarchią Habsburgów. 
Dynastia w linii męskiej wygasła w 1700. Ostatnia władczyni z rodu – Maria Teresa Habsburg – wraz z mężem cesarzem Franciszkiem I Lotaryńskim założyła nową dynastię habsbursko-lotaryńską, odwołującą się tak silnie do tradycji poprzedniczki, że często z nią utożsamianą.

## Historia

### Początki

Herb pierwszych Habsburgów

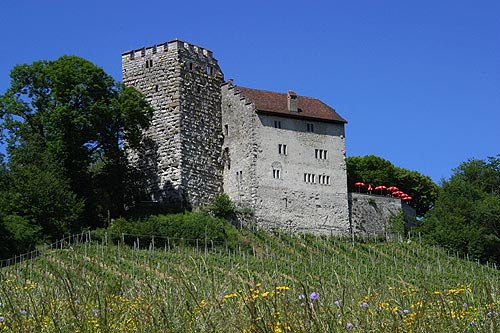
Zamek Habsburg w gminie Habsburg (w kantonie Argowia) – miejsce, w którym narodziła się dynastia Habsburgów

Protoplastą rodu był hrabia Bryzgowii Guntram Bogaty, żyjący w X wieku. Jego wnuk, hrabia Klettgau Radbot zbudował Jastrzębi Gród. Jeden z jego potomków, hrabia Habsburga Rudolf, został wybrany królem niemieckim w 1273 jako Rudolf I. W 1278 przekazał swym synom w dziedziczne władanie Austrię i Styrię po wygasłej dynastii Babenbergów. Ziemie te stały się podstawą potęgi Habsburgów, pozostając w ich władaniu do XVIII w.
Ponieważ władcy Austrii nie zostali przyjęci do kurii elektorów Rzeszy, po wydaniu Złotej Bulli Karola IV Rudolf IV przyjął samowolnie tytuł arcyksięcia (niem. Erzherzog). Zatwierdzenie tego tytułu Habsburgowie uzyskali w 1453, kiedy królem Niemiec był już przedstawiciel rodu, książę Styrii Fryderyk III, syn księżniczki mazowieckiej Cymbarki.
Kilkakrotnie Habsburgowie sięgali po tron czeski. Po raz pierwszy w 1306 książę Rudolf III Habsburg ożenił się z wdową po królu Wacławie II, Ryksą Elżbietą. Nie pozostawił jednak męskiego następcy i tron w Pradze przejęli Luksemburgowie.
W połowie XIV wieku ród podzielił się na dwie linie: albertyńską i leopoldyńską. Pierwsza w 1437 odziedziczyła po Luksemburgach trony Czech i Węgier. Linia ta wygasła w 1457 na Władysławie V Pogrobowcu. Siostra Władysława, Elżbieta Rakuszanka, była żoną Kazimierza IV Jagiellończyka, przeszła do historii jako Matka Królów. Młodsza linia leopoldyńska osiągnęła w 1438 elekcyjny niemiecki tron królewski, a w 1440 godność cesarską (Świętego Cesarstwa Rzymskiego) i zasiadała na nim aż do wygaśnięcia dynastii w 1780 w linii żeńskiej.

### Hegemonia w Europie
Twórcą hegemonii dynastii był syn Fryderyka, cesarz Maksymilian I (1459–1519). Wcielił on w życie sławną dewizę: „Bella gerant alii, tu, felix Austria, nube” (Niech inni prowadzą wojny, ty, szczęśliwa Austrio, zaślubiaj). W 1477, jeszcze jako arcyksiążę austriacki, sam poślubił Marię Burgundzką, córkę księcia Burgundii Karola Zuchwałego, i tym samym stał się władcą Niderlandów i Burgundii. W 1496 doprowadził do ślubu swojego syna, Filipa I Pięknego z Joanną Obłąkaną, córką królowej Kastylii Izabeli I i króla Aragonii Ferdynanda II. W 1515 zaaranżował małżeństwa swoich wnuków Ferdynanda i Marii, z dziećmi króla Czech i Węgier Władysława II Anną i Ludwikiem II, w 1515 podczas zjazdu w Wiedniu uzyskał dla tego aktu zgodę brata Władysława II, króla Polski Zygmunta I Starego. Po klęsce w wojnie z Turkami osmańskimi pod Mohaczem w 1526, w której zginął Ludwik II, Habsburgowie w myśl układu zawartego w 1515 objęli we władanie trony Czech i Węgier. Silna opozycja w tych krajach i ingerencja Turków spowodowała długotrwałe wojny na Węgrzech i rozbiór tego państwa w 1541. W jego wyniku Habsburgowie objęli władzę jedynie nad zachodnią częścią państwa, ale zachowali węgierski tytuł królewski.
Skutkiem działań Maksymiliana była przewaga Habsburgów w Europie XVI w. Starszy syn Filipa i Joanny, Karol z Gandawy, odziedziczył w 1506 roku Burgundię i Niderlandy, w 1516 roku jako Karol I objął tron zjednoczonej Hiszpanii (wraz z Sycylią, Neapolem i imperium kolonialnym), a w 1519 roku jako Karol V został wybrany cesarzem rzymsko-niemieckim, a tym samym także królem Włoch. Był pierwszym władcą w dziejach świata, nad którego imperium nigdy nie zachodziło słońce (decydowały o tym hiszpańskie posiadłości kolonialne w Ameryce i Azji). Młodszy syn Filipa i Joanny, Ferdynand I, odziedziczył po teściu koronę czeską i węgierską, a w 1521 otrzymał od brata Austrię i inne posiadłości Habsburgów w Rzeszy Niemieckiej (Karol nadal jednak posługiwał się tytułem arcyksiążęcym i dziedziczyli go później także kolejni królowie hiszpańscy). W 1531 Ferdynand został też wybrany na następcę Karola na tronie cesarskim, co zapewniało dynastii sukcesję tej godności. Nie udało się Karolowi doprowadzić do elekcji jego syna Filipa na kolejnego następcę, który objąłby tron cesarski i niemiecki po Ferdynandzie. Sprzeciwili się temu tak elektorowie, jak i sam Ferdynand i jego syn Maksymilian.

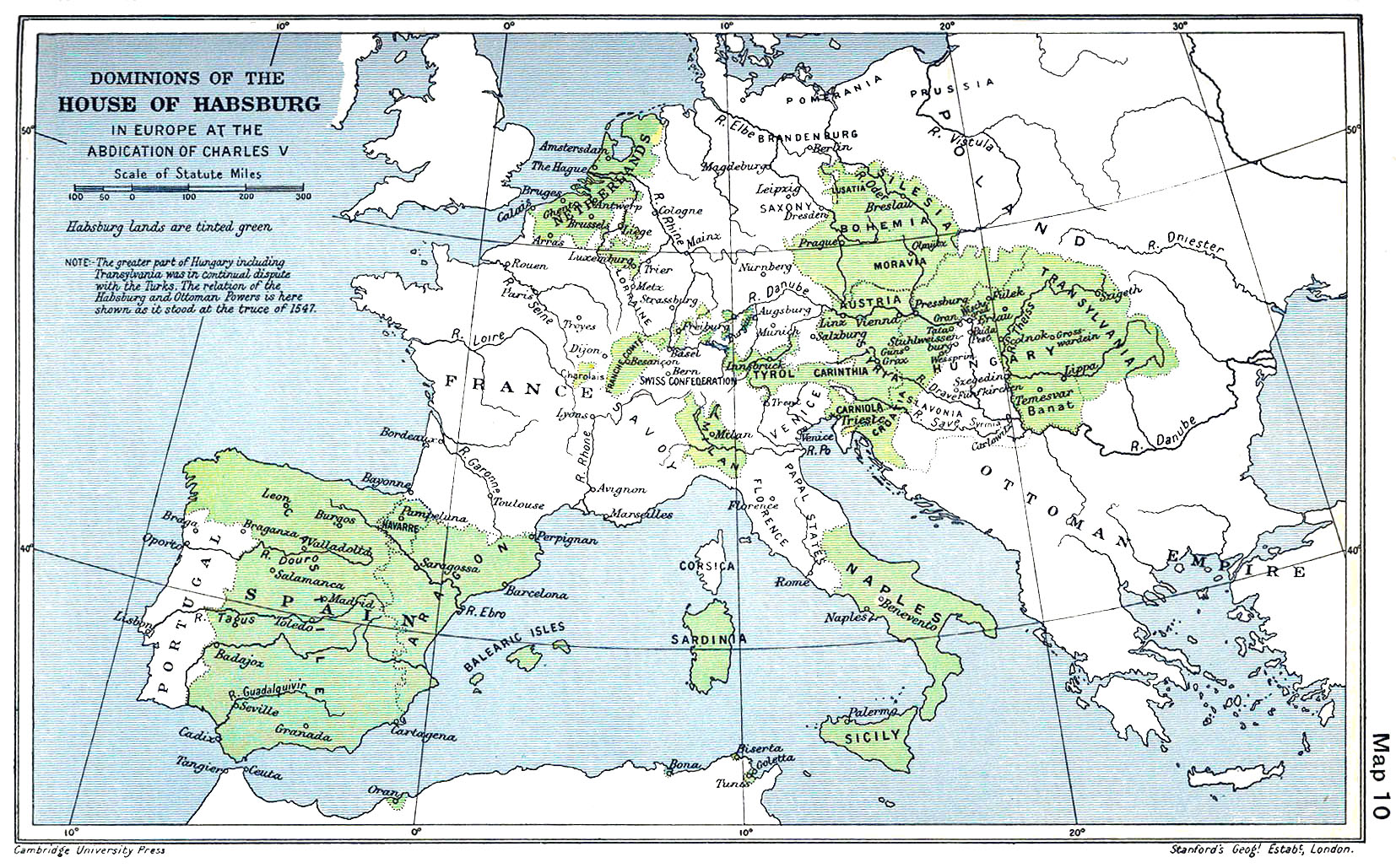
Tereny pod panowaniem Habsburgów w 1547

Wraz z abdykacją Karola V w 1556 dynastia podzieliła się na dwie główne linie. Hiszpańską zapoczątkował Filip II, syn cesarza, który w 1580 objął także tron portugalski. Jego potomkowie zasiadali na nim w Lizbonie do 1640, kiedy Portugalczycy zbuntowali się i wybrali własnego władcę. Linia hiszpańska wygasła wraz z bezpotomną śmiercią Karola II (1661–1700). Tron hiszpański próbowała objąć austriacka linia dynastii, wysuwając arcyksięcia Karola (późniejszego cesarza Karola VI) jako Karola III, jednak w wyniku wojny o sukcesję hiszpańską Habsburgom przypadły jedynie Niderlandy Hiszpańskie (Belgia) i część posiadłości we Włoszech, reszta imperium przeszła w ręce Filipa V, wnuka króla Francji Ludwika XIV.

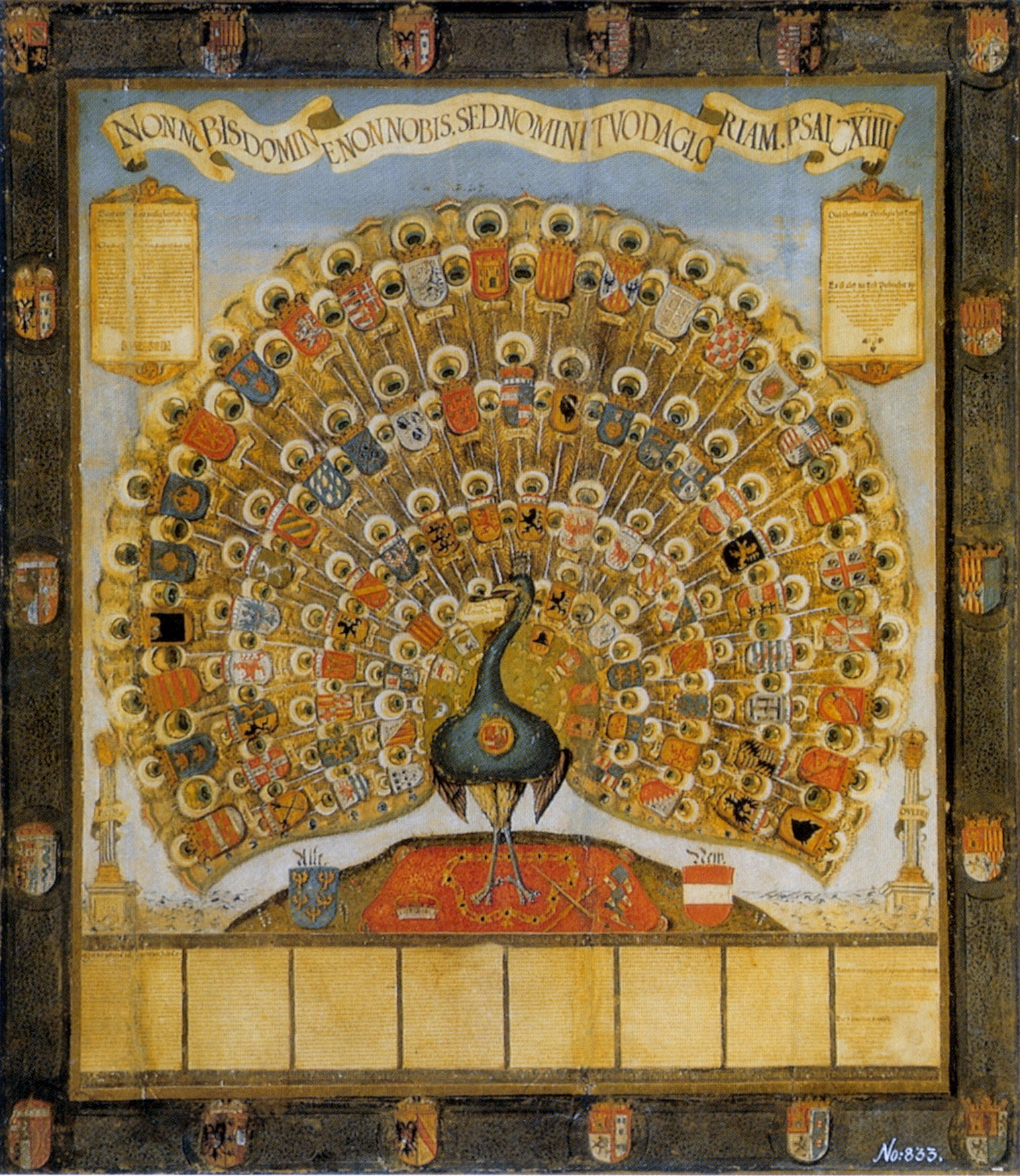
„Paw” Habsburgów

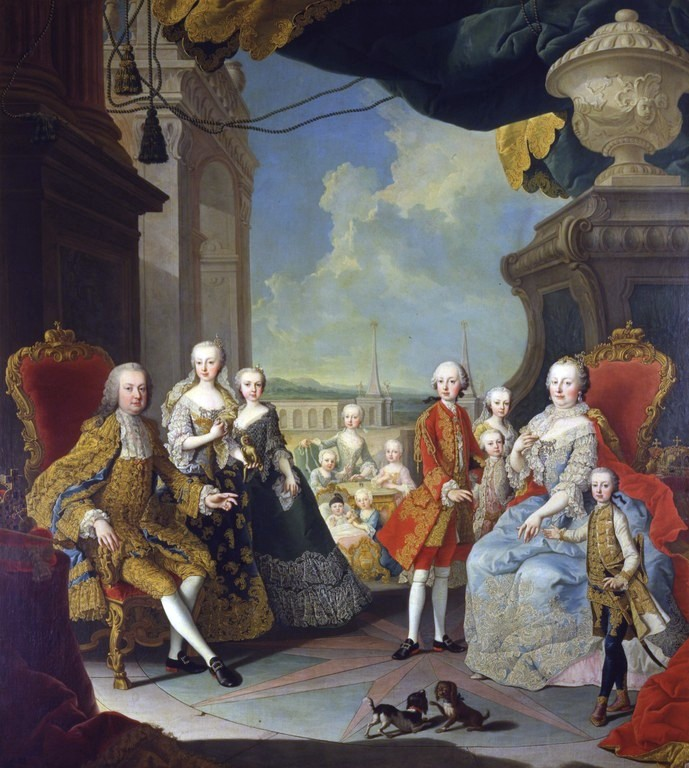
Maria Teresa i Franciszek I z dziećmi

Linię austriacką zapoczątkował Ferdynand I (1503–1564). Arcyksiążęta Ernest Habsburg i Maksymilian III Habsburg kandydowali do tronu polsko-litewskiego w pierwszych wolnych elekcjach w 1575 i 1587. W czasie panowania Ferdynanda II podczas wojny trzydziestoletniej Habsburgowie przejściowo utracili tron czeski (wybrano tam na króla Fryderyka V, elektora Palatynatu – tzw. „król zimowy” 1619/1620) i węgierski (1619–1621 wybrano królem księcia Siedmiogrodu Gabora Bethlena). Pacyfikacja Czech w 1621 (Bitwa na Białej Górze) pozwoliła cesarzowi Ferdynandowi na wprowadzenie tam monarchii dziedzicznej w 1627: odtąd Habsburgowie nie musieli już ubiegać się o zgodę sejmu szlacheckiego na dziedziczenie korony. W 1687, podczas wielkiej wojny z Turkami, Habsburgowie uzyskali także od sejmu węgierskiego gwarancję dziedziczenia. W toku tego samego konfliktu w 1690 wojska austriackie opanowały Siedmiogród, a syn cesarza Leopolda I, Józef I, został tamtejszym wielkim księciem. W 1697 zwycięstwo nad Turkami pod Zentą pozwoliło Habsburgom opanować całe Węgry.
Jednocześnie Habsburgowie austriaccy ponieśli klęskę w próbach unifikacji Rzeszy Niemieckiej i zacieśnienia kontroli cesarskiej nad książętami niemieckimi. Wprawdzie przewaga katolików w kolegium elektorskim zapewniała władcom Austrii każdorazowo wybór na cesarski tron, ale po przegranej wojnie trzydziestoletniej cesarz Ferdynand III w traktacie westfalskim (1648) musiał uznać nawet prawo książąt do prowadzenia własnej polityki zagranicznej i pogodzić się z ingerencją obcych mocarstw w wewnętrzne sprawy Rzeszy (Francja, Szwecja). Od tej pory tytuł cesarski dawał Habsburgom głównie prestiż: byli, honorowo, pierwszymi spośród chrześcijańskich władców.

### Schyłek i geneza rodu habsbursko-lotaryńskiego
Wobec kryzysu dynastii (brak męskich potomków) cesarz Karol VI ogłosił w 1713 tzw. sankcję pragmatyczną. Według jej postanowień w przypadku wygaśnięcia linii męskiej rodu, wszystkie kraje dziedziczy linia żeńska, tj. najbliższa krewna ostatniego z rodu. Postanowienia te weszły w życie w 1740, gdy zmarł Karol VI. Ostatnią przedstawicielką tej linii, jak i całego rodu, była córka cesarza i księżniczki Elżbiety von Braunschweig-Wolfenbeutel, późniejsza władczyni Austrii, Czech i Węgier Maria Teresa (1717–1780). Razem z mężem Franciszkiem I Lotaryńskim, którego w Niemczech wybrano na cesarza rzymskiego, stali się założycielami nowej dynastii habsbursko-lotaryńskiej. Panowała ona w Austrii, Czechach i na Węgrzech aż do 1918.
Obecni potomkowie tego rodu posługują się tytułem arcyksiążęcym i nazwiskiem von Habsburg (w Niemczech) lub Habsburg-Lothringen (w Austrii, gdzie zakazano używania predykatu szlacheckiego von).